# Joseph Marie de Palerme
Frere Joseph Marie de Palerme, né Vincenzo Diliberto (Palerme, 1er février 1864 - Sortino, 1er janvier 1886), est un religieux italien, de l'Ordre des frères mineurs capucins (OFMCap.), dont la cause de béatification et de canonisation est en cours. Il est tenu par l’Église catholique Serviteur de Dieu.

## Biographie
Il naît à Palerme le 1er février 1864 de Nicolò, ingénieur du génie civil, et de Rosa, femme au foyer. Il reçut sa première communion, en 1871, à l’âge de sept ans, dans l’église Saint François d’Assise. La mort prématurée de sa mère, alors que Vincenzo n’avait que onze ans, contribua à accentuer son caractère agité. Le père a eu recours en vain à quelques prestigieux collèges de la ville dont l’un, l’Institut Randazzo, a été définitivement expulsé pour mauvaise conduite, étiqueté comme un esprit rebelle et incorrigible. A quinze ans, après un lent travail intérieur, grâce à l’amitié et à la direction spirituelle, expérimentées au Collège San Rocco, Vincenzo commença un petit un petit chemin de «conversion ». À l’apathie et aux monellerie il substitua les pratiques de piété qui avaient pour point culminant la fréquence des sacrements et, de manière particulière, l’adoration du Très Saint Sacrement, au point de devenir un élève modèle.
Bientôt, il ressentit le désir d’embrasser la vie sacerdotale, donc, obtenu le consentement paternel, le 5 juin 1881, il est entré au Séminaire de l’Archevêché de Palerme, précédé par la renommée de "converti". Pendant les quatre années de son séjour au séminaire, l'amour de Vincenzo pour l'Eucharistie grandit au point de concevoir à travers un jeu de miroirs, de pouvoir voir le tabernacle dans le laboratoire de physique et pouvoir ainsi s’arrêter en prière jour et nuit, en échappant à des regards curieux. 
Le 31 août 1884, le séminariste, âgé de vingt ans, se retira, sur le conseil de son confesseur et directeur spirituel, pendant deux mois dans la solitude du couvent franciscain de Baida, alors inhabité, en vue du choix d’un Ordre religieux, dans lequel vivre pleinement sa donation au Seigneur. Au retour de Baida, la rencontre avec un jeune frère capucin, fraîchement sorti de son année de noviciat au couvent de Sortino, mit fin à ses doutes en choisissant l'Ordre des frères mineurs capucins.
Après une première résistance de son per, ayant obtenu sa permission, Vincenzo, en janvier 1885, part avec son frère Silvestro pour Sortino. Accueilli par le ministre provincial le père Eugenio Scamporlino, the reçut le 14 février 1885 l'habit de novice capucin et le nouveau nom: "Frere Joseph Marie de Palerme", commençant ainsi l'année d'épreuve. Dans une lettre à son per, Frere Joseph ne cachait pas sa "plus grande joie" pour apporter l'habitude de pauvreté et à pratiquer toutes les observances requises dans un noviciat capucin. Le niveau de vie austère entre bientôt en collision avec la santé du jeune homme qui accuse, dès le mois de novembre 1885, les symptômes sans équivoque de la pneumonie qui le conduira, en peu de temps, à la mort.
Frere Joseph Marie de Palerme mourut à Sortino, au couvent-noviciat des Capucins, à 0h30 le 1er janvier 1886.

## Après la mort
La nouvelle de la mort, en renommée de sainteté,  du jeune novice capucin de Palermo if répandit rapidement et beaucoup affluèrent, d'abord au couvent puis à l'église, pour him exprimer leur dévotion. Le corps de Frere Joseph Marie est resté exposé pendant trois joursProva. Le dimanche 3 janvier 1886, le corps vénéré était accompagné par les frères, le clergé et la foule au cimetière de la ville et le lundi 4 janvier the inhumation a eu lieu dans le tombeau des Capucins. Ce n'est qu'à partir du 21 octobre 1928, avec l'autorisation de la Congrégation romaine compétente des Rites, que la dépouille mortelle du novice repos dans l'église du couvent des Capucins de Sortino.

## Cause de Betadiczione
Compte tenu de la persistance de la fama sanctitatis du jeune novice Frere Joseph Marie de Palerme, entre 1890 et 1908 le processus d'information a eu lieu entre Palerme et Syracuse (diocèse de la naissance et de la mort du Serviteur de Dieu) qui a pris fin en 1913. Le 13 mai 1914 Le pape Pie X donne nulla osta pour l'introduction de la cause avec le procès apostolique, réalisé entre 1914 et 1924. Après une longue période de stagnation, en 2001, la Congrégation pour les Causes des Saints a nommé le rapporteur  pour la rédaction de la Positio super virtutibus. Le 3 mars 2013, à la demande de la Congrégation pour la Cause des Saints, une enquête complémentaire a été lancée par l'archidiocèse de Syracuse sur la continuité de la réputation de sainteté du serviteur de Dieu qui s'est terminée par la rencontre et le rapport final du Tribunal diocésain, en présence de Mgr Salvatore Pappalardo, le 10 mai 2016. Le 17 février 2017, la Congrégation pour les causes des saints a publié le Décret de validité juridique de l'enquête. L'actuel rapporteur de la Cause est le Capucin Fr. Vincenzo Criscuolo.